# Übergangsgraph

Ein einfacher Übergangsgraph mit zwei Knoten. Die Adjazenzmatrix des Graphen ist.
Da alle Einträge größer als 0 sind und alle Zeilensummen 1, ergeben ist sie zeilenstochastisch.

Übergangsgraphen sind spezielle gerichtete Graphen mit Kantengewichten, die eine Verbindung zwischen Stochastik und Graphentheorie schlagen. Sie eignen sich besonders zur anschaulichen Darstellung von zeitdiskreten homogenen Markow-Ketten.

## Definition
Ein gerichteter und kantengewichteter Graph {\displaystyle G} heißt Übergangsgraph, wenn für jeden Knoten {\displaystyle i} die Kantengewichte der von {\displaystyle i} ausgehenden Kanten größer 0 sind und sich zu 1 aufsummieren:
{\displaystyle \sum _{j\in N_{G}^{+}(i)}c_{ij}=1}.
Dabei ist {\displaystyle N_{G}^{+}(i)} die Nachfolgermenge von Knoten {\displaystyle i}, also die Menge aller Knoten, die durch von {\displaystyle i} ausgehende Kanten erreicht werden können.
Äquivalent dazu ist, dass der Graph {\displaystyle G} Adjazenzgraph einer zeilenstochastischen Matrix ist.

## Verwendung
Übergangsgraphen dienen zur anschaulichen Darstellung von homogenen Markow-Ketten mit endlichem Zustandsraum in diskreter Zeit. Dabei entspricht jeder Knoten einem Zustand des Systems und die Kantengewichte sind die Übergangswahrscheinlichkeiten zwischen den Zuständen. Dann ist {\displaystyle c_{ij}} genau die Wahrscheinlichkeit, vom Zustand {\displaystyle i} in den Zustand {\displaystyle j} zu wechseln. Einige Eigenschaften der Markow-Kette finden sich direkt im Übergangsgraph wieder:
- Der Übergangsgraph ist genau dann  stark zusammenhängend, wenn die Markow-Kette  irreduzibel ist.
- Der Zustand {\displaystyle j} ist von dem Zustand {\displaystyle i} aus erreichbar, wenn es einen {\displaystyle i-j}-Pfad im Übergangsgraph gibt.
- Zwei Zustände i und j kommunizieren genau dann, wenn  sowohl ein {\displaystyle i-j}-Pfad als auch ein {\displaystyle j-i}-Pfad im Übergangsgraph existiert.
- Ist der Übergangsgraph bipartit, so hat jeder Zustand der Markow-Kette gerade Periode.
- Ist der Übergangsgraph bipartit und zusammenhängend, so hat die Markow-Kette gerade Periode.

## Anwendungsbeispiel
Mit Hilfe von Übergangsgraphen lässt sich das Wahl- und Kaufverhalten visualisieren. Dargestellt werden die prozentuale Zahl von Wieder- und Wechselwählern. Bezogen auf die obigen Abbildung würden 60 % der Partei bzw. dem Produkt A treu bleiben und 40 % zu Partei bzw. Produkt E wechseln. Die Zahl der Wiederwähler bei Partei bzw. Produkt E liegt bei 30 %, die Zahl der Wechselwähler bei 70 %.
Allerdings wird der Übergangsgraph schon ab vier Parteien bzw. Produkten recht unübersichtlich.